# Open OMR
OpenOMR je računalni program otvorenog izvornog koda(open source) koji služi za optičko prepoznavanje glazbenih zapisa. Napisan je u Java programskom jeziku.Korisniku omogućava da skenirani muzički zapis (note) odsvira na zvučnicima osobnog računala. Objavljen je kao slobodan besplatni računalni program( u skladu s GNU General Public License) (GPL).

## Vanjske poveznice
- http://sourceforge.net/projects/openomr/